# Tiguipa (Chuquisaca)
Tiguipa ist eine Ortschaft im Departamento Chuquisaca im Tiefland des südamerikanischen Anden-Staates Bolivien.

## Lage im Nahraum
Tiguipa ist der zentrale Ort des Kanton Tiguipa im Municipio Macharetí in der Provinz Luis Calvo. Die Ortschaft liegt auf einer Höhe von 658 m wenige Kilometer westlich der Voranden-Kette der Serranía Aguaragüe, die von Boyuibe im Norden über Villamontes nach Yacuiba im Süden verläuft und bei Tiguipa Höhen von bis zu 1400 m erreicht.

## Geographie
Tiguipa liegt in den wechselfeuchten Tropen am Nordrand des bolivianischen Chaco.
Die Jahresdurchschnittstemperatur der Region liegt bei 25 °C (siehe Klimadiagramm Villamontes), die Monatswerte schwanken zwischen knapp 20 °C im Juni und Juli und 29 °C im Dezember und Januar. Das Klima ist semihumid und weist eine deutliche Trockenzeit von Mai bis September auf, der Jahresniederschlag beträgt weniger als 700 mm, von Dezember bis März werden Monatswerte von 100 bis 140 mm erreicht.

## Verkehrsnetz
Tiguipa liegt in einer Entfernung von 573 Kilometern südöstlich von Sucre, der Hauptstadt des Departamento Chuquisaca.
Von Sucre aus führt die 976 Kilometer lange Nationalstraße Ruta 6 über Zudáñez, Padilla, Monteagudo, Lagunillas und Camiri nach Boyuibe nördlich von Macharetí. Hier kreuzt die Ruta 6 die 1631 Kilometer lange Ruta 9 von Guayaramerín an der brasilianischen Grenze über Santa Cruz nach Yacuiba an der argentinischen Grenze. Von Boyuibe aus sind es 58 Kilometer auf der Ruta 9 über Macharetí nach Tiguipa.

## Bevölkerung
Die Einwohnerzahl der Ortschaft ist in den vergangenen beiden Jahrzehnten auf fast das Doppelte angestiegen:
| Jahr | Einwohner | Quelle       |
| ---- | --------- | ------------ |
| 1992 | 252       | Volkszählung |
| 2001 | 240       | Volkszählung |
| 2012 | 475       | Volkszählung |
| 2024 |           | Volkszählung |

Die Region weist einen gewissen Anteil an Guaraní-Bevölkerung auf, im Municipio Macharetí sprechen 19,2 Prozent der Bevölkerung Guaraní.